# Babalon A.D. (So Glad for the Madness)
Babalon A.D. (So Glad for the Madness) è un singolo dei Cradle of Filth, pubblicato il 3 marzo 2003 dall'etichetta discografica Sony. Il brano è stato tratto dall'album Damnation and a Day ed è stato pubblicato anche in versione dvd. Il videoclip della canzone è un omaggio al film Salò o le 120 giornate di Sodoma di Pier Paolo Pasolini.

## Tracce
1. Babalon A.D. (So Glad for the Madness) — 5:38
2. Serpent Tongue — 5:10
3. Freakshow Gallery
4. Merchandise Details
5. Band Biography

## Classifiche
| Classifica (2003) | Posizione raggiunta |
| ----------------- | ------------------- |
| Regno Unito       | 35                  |